# Wietse van Alten
Wietse van Alten, nizozemski lokostrelec, * 24. september 1978.
Sodeloval je na lokostrelskem delu poletnih olimpijskih igrah leta 2000 in leta 2004.